# Cenolèstids
Els cenolèstids (Caenolestidae) són una família de mamífers que conté tres gèneres vivents i set d'extints. Són marsupials petits semblants a les musaranyes i que viuen als Andes, a Sud-amèrica. Es creu que aquest grup divergí del llinatge marsupial ancestral molt aviat.